# Egelskopkever
De egelskopkever (Donacia sparganii) is een keversoort uit de familie bladkevers (Chrysomelidae). De wetenschappelijke naam van de soort werd in 1810 gepubliceerd door Ahrens.